# Les Pyramides bleues
Pour plus de détails, voir Fiche technique et Distribution.
Les Pyramides bleues est un film franco-mexicain réalisé par Arielle Dombasle, sorti en 1988.

## Synopsis
Mariée à un homme très riche et plus âgée qu'elle, Elise décide de rejoindre la secte monastique des « pèlerins du monde » en s'exilant dans un couvent. Son mari part à sa recherche.

## Fiche technique
- Titre : Les Pyramides bleues
- Réalisation : Arielle Dombasle
- Premier assistant : Alfonso Cuarón
- Scénario : Nelson E. Breen, Arielle Dombasle et Catherine Winter
- Musique : Francis Lai
- Son : Yves Bezer
- Photographie : Renan Pollès
- Montage : Françoise Coispeau et Michel Lewin
- Décors : Omero Espinoza, Jean-Pierre Kohut-Svelko et Michèle Susini
- Costumes : Carlos Sanem
- Durée : 97 minutes
- Pays :  France et  Mexique
- Genre : Comédie dramatique, romance et thriller
- Date de sortie :
  - France : 22 juin 1988

## Distribution
- Omar Sharif : Alex
- Arielle Dombasle : Elise
- Hippolyte Girardot : Marc
- Pedro Armendáriz (fils) : Perez-Valdez
- Pierre Vaneck : Noah
- Françoise Christophe : la mère supérieure
- Carole Davis : Dana
- Martine Kelly : la femme du bar
- Pascal Greggory : Charles
- Rosette : la pèlerine Esther
- Jezabel Carpi : la pèlerine Sarah
- Max Landoas : la pèlerine Nazareth
- Jacques-François Loiseleur des Longchamps : le pèlerin Joshua
- Marie Borch : la novice Claire
- Nanouk Broche : la seconde novice
- Celita Villar : Hermelinda
- Roger Delmas : Silva

## Analyse
Dans ce Les Pyramides bleues, Arielle Dombasle a voulu créer un pont entre l'Amérique du Sud, le Mexique et la France et s'intéresser au thème de la recherche de la spiritualité.

## Production
Arielle Dombasle a été présentée au financier du film par Ultra Violet. Elle a mis quatre ans à monter le financement du film. Omar Sharif n'avait jamais été dirigé par une réalisatrice avant ce film.